# Gestion prévisionnelle de l'absentéisme
La démarche GPA, appelée également Gestion Prévisionnelle de l'Absentéisme, et les outils afférents a été construite avec comme ligne de conduite le (re)gain de valeur ajoutée pour les entreprises à partir de la problématique de l'absentéisme en entreprise.
Sur la base de données déjà présentes dans les entreprises (comptabilité et ressources humaines), l’outil d'informatique décisionnelle développé par GPA Initiatives, GPA BI, permet de :
- calculer les coûts de l’absentéisme au travail et en particulier les coûts compressibles, ceux sur lesquels l’entreprise peut agir ;
- cartographier l’absentéisme pour en déterminer les corrélations de facteurs prégnants
- intégrer des données qualitatives et quantitatives sur la base d’enquêtes complémentaires de type Karasek (enquêtes à mener au sein des organisations concernées)

Sur la base de ces résultats, sont proposées des solutions qui s’adaptent aux cas rencontrés :
- solutions de traitement immédiat comme la contre-visite ou la mise en place d’entretiens de retour ;
- solutions de prévention de type ergonomie, formation, médiation des conflits, mise en place d’intéressement.

Afin de rendre pérenne la démarche mise en œuvre par l’entreprise, il est proposé la mise en place de tableaux de bord avec des indicateurs propres à chaque entreprise afin de s’assurer du contrôle et de la maîtrise des coûts et enjeux liés à l’absentéisme, ainsi que de mesurer les effets des opérations de prévention.